# Bandera de Benín
La bandera oficial de Benín va ser originalment adoptada el 1959 i substituïda el 1975. L'1 d'agost de 1990 es va reintroduir el disseny actual a raó de la fi del règim marxista.

## Construcció i dimensions

Plantilla de construcció de la bandera.

### Colors
Els colors són els tradicionals panafricans, i concretament com s'indica a l'himne nacional, el verd simbolitza l'esperança d'una nova democràcia; el vermell evoca el coratge dels avantpassats; i el groc anima a guardar els tresors més rics del país.
Aquest mateixos tres colors van ser els utilitzats per la Manifestació Democràtica Africana ('Rassemblement Démocratique Africain'), un partit polític que representava els interessos de l'Àfrica Occidental Francesa a l'Assemblea Nacional francesa en el moment de la descolonització. A més, els colors són els mateixos que els utilitzats a la bandera d'Etiòpia. Això fa honor al país independent més antic d'Àfrica i l'únic estat que no fos Libèria que es va mantenir independent durant l'anomenada Cursa per l'Àfrica.
Els codis de colors són els següents:
| Model de color | Verd       | Groc         | Vermell     |
| -------------- | ---------- | ------------ | ----------- |
| Pantone        | 355 C      | 109 C        | 032 C       |
| RGB            | 0, 135, 81 | 252, 209, 22 | 232, 17, 45 |
| CMYK           | 93-0-100-0 | 0-5-100-0    | 0-90-76-0   |
| HTML           | #008751    | #FCD116      | #E8112D     |

## Banderes històriques

Bandera reial de Dahomey, 1818-1859.
Colònia francesa de Dahomey, 1894-1959.
República de Dahomey, 1958-1975.
República Popular de Benin, 1975-1990.